# روضةالعجوز
روضه العجوز یک منطقهٔ مسکونی در قطر است که در شهرداری ام صلال واقع شده‌است.